# Arctosa mossambica
Arctosa mossambica Roewer, 1960 è un ragno appartenente alla famiglia Lycosidae.

## Etimologia
Il nome proprio della specie deriva dalla nazione di rinvenimento degli esemplari: il Mozambico (in portoghese è Moçambique, pronuncia mossambic).

## Caratteristiche
L'epigino è piatto e di forma semicircolare, tendente al triangolare; i due setti mediani sono separati l'uno dall'altro e divergenti posteriormente.
Le femmine hanno il bodylenght (prosoma + opistosoma) di 7 millimetri (3 + 4).
I maschi hanno il bodylenght (prosoma + opistosoma) di 5 millimetri (2,5 + 2,5).

## Distribuzione
La specie è stata reperita nel Mozambico occidentale: nei pressi della città di Tete, capoluogo della provincia omonima.

## Tassonomia
Al 2016 non sono note sottospecie e dal 1960 non sono stati esaminati nuovi esemplari.